# NGC 1316
NGC 1316またはろ座A(Fornax A)は、ろ座の方角に約6000万光年離れた位置にあるレンズ状銀河である。電波銀河であり、1400 MHzでは、全天で4番目に明るい電波源である。

## 構造と形成
1970年代末、フランソワ・シュバイツァーがNGC 1316を熱心に研究し、より大きな共通外層の中に何本かの塵の筋が埋め込まれた小さな楕円銀河のように見えることを発見した。外層には多数のウェーブ、ループ、アーク等の構造が含まれる。また彼は、銀河中心付近に、他の恒星と比べて傾斜し、恒星よりも早く回転するコンパクトなガスの円盤が存在することも確認した（NGC 1316銀河中心の質量光度比は、他の多くの巨大楕円銀河に近い値であった）。これらの結果に基づき、シュバイツァーは、NGC 1316はいくつかのより小さな銀河の融合により形成されたと考えた。このような銀河の融合は、銀河中心にある太陽質量の1.3億-1.5億倍の質量を持つ超大質量ブラックホールにガスを供給し、銀河を電波銀河とした原因である可能性がある。彼はまた、NGC 1316は、他の銀河団の中心にある巨大楕円銀河に匹敵するものであるとも述べた。その最も明るい球状星団の分光法を用いて、融合は30億年前までに起こったと推定されている。NGC 1316の幅は、約5万光年である。
NGC 1316は進化の途上にあり、最終的に、巨大な銀河バルジが支配的なソンブレロ銀河になるという説もある。

## 伴銀河と周囲の環境

The Fornax galaxy cluster with NGC 1316 (large, near middle)

NGC 1316は、ろ座の方角にあるろ座銀河団の中に位置するが、おとめ座銀河団の中心部に位置する似た楕円銀河であるM87とは異なり、NGC 1316はろ座銀河団の端に位置する。
NGC 1316は、北側にある小さな渦巻銀河NGC 1317と相互作用しているように見えるが、NGC 1317は、この銀河の構造を歪ませるのに十分な質量を持っていないように見える。
NGC 1316には、全てIa型の4つの超新星（1980N、1981D、2006dd及び2006mr）が含まれる。

## 距離の推定
NGC 1316までの距離を推定するために、少なくとも2つの方法が実施された。2003年には表面輝度関数(SBF)、2006年には惑星状星雲光度関数(PNLF)が用いられた。レンズ状銀河であるため、ケフェイド変光星法を用いるのは適切ではない。SBFを用いると、距離は20.0 ± 1.6メガパーセクと推定された。PNLFを用いると、45個の惑星状星雲候補が存在し、距離は17.9 +0.8
−0.9メガパーセクと推定された。これらの平均を取って、距離は19.0 ± 0.9メガパーセクとされている。